# Roland Paskoff
Roland Paskoff (Oujda, 20 octobre 1933 - Le Chesnay, 14 septembre 2005) est un universitaire français, géographe, spécialiste du littoral (aspects géomorphologiques et environnementaux).

## Biographie
Né à Oujda (Maroc), Roland Paskoff effectue ses études supérieures en France et réussit au concours de l’agrégation de géographie en 1957.
À partir de 1962, il exerce la fonction de professeur à l’université du Chili, à Santiago, et il entreprend des recherches géomorphologiques dans le Chili semi-aride. Celles-ci aboutissent à une thèse de doctorat d’État qu’il soutient à l’université de Bordeaux en 1969.
Après le Chili, Roland Paskoff poursuit de 1971 à 1985 sa carrière d’enseignant et de chercheur à l’université de Tunis. Il étudie les variations du niveau de la mer et s’intéresse aux questions de l’occupation humaine du littoral dans l’Antiquité et jusqu’à l’époque présente. Parallèlement, comme membre de l'Union géographique internationale, il s’investit dans la commission sur l’environnement côtier qu’il préside de 1984 à 1992.
Il effectue de nombreuses missions en particulier aux États-Unis (1970, 1974, 1976, 1988) et dans de nombreux pays riverains de la Méditerranée. Il retournera fréquemment au Chili et plus tard aussi en Tunisie où il poursuivra des travaux qui évolueront, au fil du temps, vers la préservation et l’aménagement des côtes.
À partir de 1985, il est professeur à l’université Lumière de Lyon, poste qu’il occupe jusqu’en 1999.
Cette période, ainsi que les années suivantes comme professeur émérite, est très féconde sur le plan de la production écrite : les grandes questions telles que l’érosion des plages, l’aménagement et la gestion des littoraux, la formation et la protection des dunes ou encore le changement climatique et l’élévation du niveau de la mer sont les sujets d’ouvrages de synthèse où se révèlent tout à la fois une grande expérience du terrain, une large connaissance des débats internationaux dans ces domaines ainsi qu’une réflexion constructive sur les problématiques sociétales afférentes.
Deux opuscules écrits en 2004 et 2005 ont résumé, pour le très grand public, les idées majeures de ce grand spécialiste des littoraux.
Même si, au titre de professeur émérite à l’université de Lyon II, Roland Paskoff continue à suivre et engager des études de terrain par exemple dans l’océan Indien, l’enseignant s’est progressivement effacé, pendant les dernières années de sa vie, devant le conseiller soucieux d’apporter sa contribution à une gestion raisonnée des milieux littoraux.
Il est souvent sollicité pour des expertises et, à partir de 1994, il est membre du conseil scientifique du Conservatoire du littoral. À ce titre il effectue des études sur des zones où apparaissent des problèmes liés à l’érosion marine (Camargue, Giens, Languedoc, côte atlantique, etc.)
Par ailleurs, Roland Paskoff appartient au Comité exécutif de l’Union européenne pour la conservation des côtes (EUCC) (en) et il fonde en 1994 la branche française de cette association. En 2003, il est cofondateur du Centre méditerranéen de l'EUCC à Barcelone.
Il y instaure la pratique des ateliers, rencontres qui permettent d’associer et de faire dialoguer, à propos d'un site à problèmes les universitaires aussi bien que les ingénieurs et les gestionnaires du site. Il est aussi consultant de l’Unesco et participe au programme de sauvegarde de petites villes du littoral méditerranéen.
Un ouvrage paru en 2010 aux éditions l’Harmattan, Roland Paskoff et les littoraux, regards de chercheurs, donne une vision d’ensemble de l’œuvre géographique de Roland Paskoff. Cet ouvrage collectif (une vingtaine d'auteurs), coordonné par Virginie Duvat, retrace l'évolution des idées et des pratiques de Roland Paskoff dans les domaines de la géomorphologie, de l'aménagement et de la gestion des côtes.

## Ouvrages
- Recherches géomorphologiques dans le Chili semi-aride, éd. Biscaye frères, Bordeaux, 1970, 420 p.
- L'érosion des côtes, éd. Presses Universitaires de France, Paris, coll. « Que sais-je ? », 1981, 128 p.  (ISBN 2-130367-47-X)
- Les côtes de Tunisie (en collaboration avec P. Sanlaville), éd. Maison de l'Orient, Université de Lyon II, 1983, 192 p.  (ISBN 2-903264-04-X)
- Les plages de la Tunisie, Editec Caen, 1985, 198 p.
- Géographie de l’environnement, éd. Université de Tunis, 1985, 227 p.
- Les littoraux, impact des aménagements sur leur évolution, éd. Masson, Paris, 1985, 188 p.  (ISBN 2-225-80462-1)

2e édition, éd. Masson, Paris, 1993  (ISBN 2-225-84324-4)
3e édition, éd. Armand Colin, Paris, 1998  (ISBN 2-200-01959-9)
- Côtes en danger, éd. Masson, Paris, 1993, 250 p.  (ISBN 2-225-84009-1)

2e édition, éd. L'Harmattan, Paris, 2004  (ISBN 2-7475-6926-8)
- Hélène Bénichou-Safar, Jean Bussière, Fethi Chelbi, Paul Corbier, Naïdé Ferchiou, Jacques Gascou, Gilbert Hallier, Roland Paskoff et Pol Trousset, Antiquités africaines : tome 31, CNRS Éditions, 1995, 356 p. (ISBN 978-2271053596).
- Atlas de las Formas de Relieve de Chile, éd. Institut géographique militaire du Chili, Santiago, 1996, 288 p.
- Le changement climatique et les espaces côtiers (coordinateur), 2001, La Documentation française, Paris, 2001, 97 p.
- L'élévation du niveau de la mer et les espaces côtiers, le mythe et la réalité, éd. Institut océanographique, Paris, 2001, 191 p.  (ISBN 2-903-581-27-4)
- Les littoraux des Mascareignes entre nature et aménagement (en collaboration avec V. Cazes-Duvat), 2004, éd. L'Harmattan, Paris, 2004, 187 p.  (ISBN 2-7475-6356-1)
- Jusqu'où la mer va-t-elle monter ?, éd. Le Pommier, Paris, coll. « Les Petites pommes du savoir », 2004, 64 p.  (ISBN 978-274650193-5) ; nouvelle édition mise à jour 2011  (ISBN 978-2-7465-0541-4)
- Las dunas de las costas de Chile (en collaboration avec Hermann Manriquez), éd. Institut géographique militaire du Chili, Santiago, 2004, 113 p.  (ISBN 956-202-072-X)
- Le littoral de la Tunisie, étude géoarchéologique et historique (en collaboration avec H. Slim, P. Trousset et A. Oueslati), éd. CNRS, Paris, 2004, 312 p.  (ISBN 2-271-06260-8)
- Les plages vont-elles disparaître ?, éd. Le Pommier, Paris, 2005, coll. « Les Petites pommes du savoir », 64 p.  (ISBN 2-7465-0238-0)
- L’érosion des plages, les causes, les remèdes (ouvrage posthume, en collaboration avec Christine Clus-Auby), Monaco, éd. Institut océanographique, coll. Propos, 2007, 184 p.  (ISBN 978-2-903581-47-3)